# Mount Dana
Mount Dana är ett 3 981 meter högt berg i bergskedjan Sierra Nevada i den östra delen av Yosemite nationalpark i Kalifornien. 
Bergstoppen, som är uppkallad efter geologen James Dwight Dana, är den näst högsta i nationalparken efter det 3 997 meter höga Mount Lyell. Mount Dana består huvudsakligen av röda bergarter som har bildats av magma från mesozoikum.
Ovanför trädgränsen växer bara lavar och några få växter av arten Polemonium eximium. Djurlivet är begränsat till insekter såsom spindlar och gräshoppor samt murmeldjur och skator. På norra sidan av berget finns en liten, retirerande glaciär, och från toppen har man utsikt över  fjällsjöar och andra bergstoppar.